# Yankunytjatjara
Yankunytjatjara (också yankuntatjara, jangkundjara, kulpantja) är ett australiskt aboriginspråk. Det är ett av watispråken, som tillhör den sydvästra grenen av den pama-nyunganska språkfamiljen. Språket har ungefär 420 talare enligt Australiens folkräkning 2016.